# Mikołaj Michał Kurdwanowski
Mikołaj Michał (Michał Mikołaj) Kurdwanowski z Kurdwanowa herbu Półkozic (ur. ok. 1690, zm. w 1746) – kasztelan halicki w 1735 roku, podkomorzy halicki w latach 1732–1735, stolnik bełski w 1718 roku, starosta baranowski w 1718 roku.
Był jednym z pięciorga dzieci kasztelana halickiego Maurycego i Barbary z Radeckich.
Był posłem ziemi halickiej na sejm 1718 roku i na sejm z limity 1719/1720 roku. Poseł ziemi halickiej na sejm 1724 roku.
W 1733 roku wybrany posłem na sejm konwokacyjny. Był członkiem konfederacji generalnej zawiązanej 27 kwietnia 1733 roku na tym sejmie. W czasie elekcji w 1733 roku został sędzią generalnego sądu kapturowego Został marszałkiem ziemi halickiej w konfederacji zawiązanej 15 grudnia 1733 roku w obronie wolnej elekcji Stanisława Leszczyńskiego.  W 1735 roku podpisał uchwałę Rady Generalnej konfederacji warszawskiej.
Poślubił Anielę Wyhowską. Mieli dwoje dzieci:
- Barbarę
- Maurycego Józefa